# همنشین بد (فیلم ۱۹۲۵)
همنشین بد (انگلیسی: Bad Company) فیلمی در ژانر درام به کارگردانی ادوارد اچ. گریفیت است که در سال ۱۹۲۵ منتشر شد. از بازیگران آن می‌توان به مج کندی اشاره کرد.